# Ronaldo Rodrigues de Jesus
Ronaldo Rodrigues de Jesus (São Paulo, 1965. június 19. –) brazil válogatott labdarúgó.
A brazil válogatott tagjaként részt vett az 1994-es világbajnokságon.

## Statisztika
| Brazil válogatott | Brazil válogatott | Brazil válogatott |
| Időszak           | Mérk.             | gól               |
| ----------------- | ----------------- | ----------------- |
| 1991              | 1                 | 0                 |
| 1992              | 5                 | 0                 |
| 1993              | 1                 | 0                 |
| 1994              | 0                 | 0                 |
| 1995              | 7                 | 1                 |
| Összesen          | 14                | 1                 |